# Rana omeimontis
Rana omeimontis là một loài ếch trong họ Ranidae. Chúng là loài đặc hữu của Trung Quốc.
Các môi trường sống tự nhiên của chúng là rừng ôn đới, rừng ẩm vùng đất thấp nhiệt đới hoặc cận nhiệt đới, các khu rừng vùng núi ẩm nhiệt đới hoặc cận nhiệt đới, sông, đầm nước ngọt, ao, đất có tưới tiêu, và đất nông nghiệp có lụt theo mùa.
Nó không được xem là bị đe dọa theo IUCN.